# Jesse Levine
Jesse Levine (Ottawa, 15 ottobre 1987) è un ex tennista canadese.

## Carriera
A livello giovanile si fa notare principalmente per la vittoria del doppio ragazzi a Wimbledon 2005 in coppia con Michael Shabaz.
Tra i professionisti ha raggiunto una finale nel doppio maschile, a Houston 2009 insieme a Ryan Sweeting, ma è stato sconfitto dai gemelli Mike e Bob Bryan.
Negli Slam il risultato migliore è il terzo turno raggiunto a Wimbledon 2009 dopo aver superato le qualificazioni, in questa occasione ha eliminato al primo turno Marat Safin.

## Statistiche

### Tornei minori

#### Singolare

##### Vittorie (9)
| Legenda tornei minori |
| Challenger (5)        |
| Futures (4)           |

| Numero | Data              | Torneo                                                        | Superficie  | Avversario in finale | Punteggio        |
| 1.     | 11 novembre 2007  | Music City Challenger, Nashville                              | Cemento     | Alex Kuznetsov       | 3-6, 6-2, 7–6(5) |
| 2.     | 18 novembre 2007  | JSM Challenger, Champaign                                     | Cemento     | Donald Young         | 7–6(4), 7–6(4)   |
| 3.     | 18 maggio 2008    | Hurricane Tennis Open, Bradenton                              | Terra rossa | Robert Kendrick      | 6-3, 5-7, 7–6(3) |
| 4.     | 8 maggio 2011     | Mima Foundation USTA Pro Tennis Classic, Indian Harbour Beach | Terra verde | Jeff Dadamo          | 6-4, 6-4         |
| 5.     | 11 settembre 2011 | Donalda Club Futures, Toronto                                 | Terra rossa | Jordan Cox           | 6–2, 6–2         |
| 6.     | 18 settembre 2011 | Tevlin Family Futures, Toronto                                | Cemento     | Rhyne Williams       | 6–1, 6–0         |
| 7.     | 23 ottobre 2011   | Futures Of Mansfield, Mansfield                               | Cemento     | John-Patrick Smith   | 6–4, 6–3         |
| 8.     | 13 novembre 2011  | Knoxville Challenger, Knoxville                               | Cemento     | Brian Baker          | 6–2, 6–3         |
| 9.     | 12 febbraio 2012  | Challenger of Dallas, Dallas                                  | Cemento     | Steve Darcis         | 6-4, 6-4         |

##### Finali perse (5)
| Legenda tornei minori |
| Challenger (4)        |
| Futures (1)           |

| Numero | Data              | Torneo                                                   | Superficie     | Avversario in finale | Punteggio     |
| 1.     | 31 maggio 2009    | Trofeo Cassa di Risparmio Alessandria, Alessandria       | Terra rossa    | Blaž Kavčič          | 5-7, 3-6      |
| 2.     | 11 ottobre 2009   | Natomas Men's Professional Tennis Tournament, Sacramento | Terra rossa    | Santiago Giraldo     | 6(4)–7, 1-6   |
| 3.     | 25 luglio 2010    | Fifth Third Bank Tennis Championships, Lexington         | Cemento        | Carsten Ball         | 4-6, 6(2)–7   |
| 4.     | 25 settembre 2011 | National Bank Futures Markham, Markham                   | Cemento        | Peter Polansky       | 4-6, 6-3, 5-7 |
| 5.     | 6 novembre 2011   | Fifth Third Bank Tennis Championships, Charlottesville   | Cemento indoor | Izak van der Merwe   | 6-4, 3-6, 4-6 |